# Pruritus ani
Als Pruritus ani (dt. Juckreiz des Afters, von lat. prurire, dt. jucken und ani, Genitiv von Anus, dt. After) bezeichnet man in der Medizin einen dermatologischen Zustand, der durch einen chronischen, unangenehmen Juckreiz oder ein brennendes Gefühl im Analbereich gekennzeichnet ist. Der Pruritus ani ist in der Proktologie das häufigste Symptom, aber kein eigenständiges Krankheitsbild.
Für analen Juckreiz sind in der Literatur nahezu 100 verschiedene Ursachen beschrieben. Daneben gibt es auch den idiopathischen Pruritus ani, dem keine andere Erkrankung als fassbare Ursache zugeordnet werden kann und der im Wesentlichen psychischen Ursprungs ist.
Diagnose und Behandlung können prinzipiell von Allgemeinmedizinern (Hausarzt), Dermatologen (Hautarzt) oder Proktologen durchgeführt werden. Proktologen sind auf die Behandlung von Erkrankungen des Enddarms spezialisiert. Sie sind daher mit der Diagnose und der Behandlung von Pruritus ani üblicherweise sehr vertraut.

## Epidemiologie
Schätzungsweise 1 bis 5 % der Bevölkerung klagen über analen Juckreiz. Männer sind dabei etwa viermal so oft wie Frauen betroffen. Das Symptom tritt bevorzugt zwischen dem 40. und 60. Lebensjahr auf.

## Ursachen
Bei der Diagnosestellung steht die Ermittlung der primären Erkrankung beziehungsweise Ursache, die den analen Juckreiz auslöst, im Vordergrund. Der anale Juckreiz kann eine Vielzahl von Gründen haben, die unter Umständen auch gemeinsam vorliegen können. In diesen Fällen ist der anale Juckreiz polyätiologisch. Ein Beispiel hierfür ist ein Hämorrhoidalleiden, das, bedingt durch die gestörte Feinkontinenz, ein kumulativ-toxisches Analekzem auslöst, welches dann mit einem Hämorrhoidenmittel behandelt wird, was wiederum als potenzielles Allergen ein kontaktallergisches Analekzem verursachen kann. Nahezu 100 verschiedene mögliche Ursachen für analen Juckreiz sind in der Literatur beschrieben, die sich in verschiedene Gruppen einteilen lassen.

### Anorektale Erkrankungen
In über 50 % der Fälle ist eine Erkrankung des Anus oder Rektums die Ursache für den analen Juckreiz. An erster Stelle liegt hierbei das Hämorrhoidalleiden. Neben Hämorrhoiden sind häufig Analfissuren eine Ursache für den Juckreiz. Aber auch wesentlich schwerer wiegende Erkrankungen wie kolorektales Karzinom oder Analkrebs können die Ursache für Pruritus ani sein. Die Behandlung der anorektalen Erkrankungen führt in vielen Fällen zu einer Heilung oder zumindest deutlichen Linderung des Juckreizes.

### Perianale Infektionen und Parasitosen
Mykosen (Pilzinfektionen), speziell Dermatophytosen, sind für bis zu 15 % der Fälle von Pruritus ani verantwortlich.
Zu den Pathogenen gehört unter anderem Candida albicans, vor allem bei Diabetikern, nach der systemischen Gabe von Antibiotika oder Steroiden. Daneben können auch Virus- und bakterielle Infektionen im Perianalbereich, beispielsweise mit Staphylococcus aureus oder beta-hämolysierenden Streptokokken, die häufig sexuell übertragen werden, zu langwierigem hartnäckigem Juckreiz führen. Speziell bei Kindern kann eine Parasitose mit Madenwürmern zu Juckreiz im Bereich des Afters führen.

### Allergien
Ein allergisches Kontaktekzem, das ein Erythema, schuppige Haut und Bläschenbildung zur Folge hat, kann im Bereich des Anus durch eine Vielzahl von Allergenen ausgelöst werden. Dazu gehören unter anderem Cremes, Seifen, Farbstoffe auf bedrucktem Toilettenpapier sowie Feuchttücher. In einer Studie reagierten 69 % der Patienten mit Pruritus ani im Epikutantest positiv auf die Therapeutika, die ihnen verordnet wurden. Salben haben üblicherweise weniger Konservierungsmittel und andere Zusatzstoffe mit allergenem Potenzial. Sie sollten daher Cremes vorgezogen werden.

### Ernährung
Es gibt keine kontrollierten Studien darüber, welche Nahrungsmittel und Ernährungsgewohnheiten zu Pruritus ani führen. Speziell scharfe Gewürze, aber auch koffein- und alkoholhaltige Getränke, Milcherzeugnisse, Schokolade, Erdnüsse, Zitrone, Trauben und Tomaten können der Literatur zufolge die Ursache für anales Jucken sein. Über die Wirkung dieser Nahrungsmittel gibt es verschiedene Spekulationen, die von der Reduktion im Tonus der Schließmuskeln, über einen übermäßigen Analreflex, bis zur Reizung der Perianalhaut durch unverdaute Nahrung reicht.

### Hauterkrankungen
Viele Patienten, die unter Pruritus ani leiden, haben eine Schuppenflechte: Abhängig von der durchgeführten Studie 5 bis 55 %. Auch ein Lichen sclerosus oder ein Morbus Bowen kann im Bereich des Anus zu Juckreiz führen.

### Kleidung
Es gibt keinen stichhaltigen Nachweis, dass Kleidung einen unmittelbaren Effekt für die Entstehung eines analen Juckreizes hat. Allerdings kann Wärme und Schweiß den Juckreiz verstärken, so dass jahreszeitlich wiederkehrender Juckreiz durch starke Schweißbildung und mangelnde Dampfdurchlässigkeit der Kleidung mit verursacht werden kann. Dermatologen empfehlen in solchen Fällen möglichst dampf- und luftdurchlässige Unterwäsche. Unter Umständen können auch enzymhaltige Waschmittelreste den Juckreiz auslösen.

### Systemische Erkrankungen
Prinzipiell kann jede Erkrankung auch zu einem analen Juckreiz führen. Am häufigsten ist dies bei Diabetes mellitus, Erkrankungen der Leber oder Nieren, Leukämie, Lymphomen, Eisenmangelanämie und Hyperthyreose der Fall. Außerdem können psychologische Faktoren wie Angst, Stress, Depression  oder bestimmte Persönlichkeitsmerkmale Pruritus ani auslösen.

### Idiopathischer Pruritus ani
In den meisten Fällen von Pruritus ani kann die ursächliche Erkrankung oder das verursachende Fehlverhalten identifiziert werden. Wenn nach Anamnese, ausführlicher Untersuchung und Nachforschungen die Ursache nicht gefunden werden konnte, spricht man von einem idiopathischen Pruritus ani. Bei solchen Patienten führen der Ausschluss aller potenziellen Reizerreger, das Unterlassen des Kratzens sowie die Anwendung allgemeiner Behandlungs- und Kontrollmaßnahmen häufig zu einer erfolgreichen Therapie.

### Mangelhafte oder übertriebene Analhygiene
Übertriebene Hygiene durch zu häufiges Waschen der Analregion, speziell mit Seifen oder Waschlotionen, kann zu Irritationen und Juckreiz des empfindlichen Anoderms führen.
Mangelhafte Analhygiene, die zu Stuhlresten im Bereich des Anus führt, kann die Ursache für Pruritus ani sein. In einer Epikutanteststudie führte eigener Kot im Analbereich bei einem Drittel der Patienten mit Pruritus ani zu Hautirritationen. Bei über der Hälfte der Probanden, die nicht unter Pruritus ani litten, zeigten sich anale Symptome. Im Vergleich dazu entwickelten bei diesem Test nur 4 % aller Patienten Irritationen auf der Haut eines Armes.

## Diagnose
Das primäre Ziel der Diagnose ist es, die dem Pruritus ani zugrunde liegende Erkrankung zu identifizieren und durch deren adäquate Behandlung den analen Juckreiz zu stoppen.
Die Diagnosestellung ist, aufgrund der vielfältigen Ursachen, die zu dem Symptom Pruritus ani führen können, mitunter schwierig und sehr komplex.
Da vielen Patienten der Zusammenhang von perianalem Juckreiz und anderen Hauterkrankungen nicht bewusst ist, kommt diesem Aspekt bei der Anamnese eine besondere Bedeutung zu. Dazu gehören Atopien, Nesselsucht und andere Allergien. In vielen Fällen haben sich die Betroffenen mit freiverkäuflichen Arzneimitteln selbst behandelt. Diese Mittel können selbst die Ursache für Veränderungen der Hautmorphologie und des Juckreizes sein oder zumindest zu diesem Symptom beitragen. Gleiches gilt für verschriebene Antibiotika und Steroide.

## Behandlung
Die Behandlung des Pruritus ani richtet sich nach der Grunderkrankung, die den Juckreiz verursacht.

## Weiterführende Literatur
- S. G. Song, S. H. Kim: Pruritus ani. In: Journal of the Korean Society of Coloproctology. Band 27, Nummer 2, April 2011, S. 54–57, ISSN 2093-7830. doi:10.3393/jksc.2011.27.2.54. PMID 21602962. PMC 3092075 (freier Volltext).
- T. Asgeirsson, R. Nunoo, M. A. Luchtefeld: Hidradenitis suppurativa and pruritus ani. In: Clinics in Colon and Rectal Surgery. Band 24, Nummer 1, März 2011, S. 71–80, ISSN 1530-9681. doi:10.1055/s-0031-1272826. PMID 22379408. PMC 3140336 (freier Volltext).
- M. Giordano, B. Rebesco u. a.: Pruritus ani. In: Minerva chirurgica. Band 54, Nummer 12, Dezember 1999, S. 885–891, ISSN 0026-4733. PMID 10736994. (Review).
- W. P. Mazier: Hemorrhoids, fissures, and pruritus ani. In: Surgical Clinics of North America. Band 74, Nummer 6, Dezember 1994, S. 1277–1292, ISSN 0039-6109. PMID 7985064. (Review).